# Sólyom Jenő (fizikus)
Sólyom Jenő (Kolozsvár, 1940. november 27. –) Széchenyi-díjas magyar fizikus, egyetemi tanár, a Magyar Tudományos Akadémia rendes tagja, evangélikus egyházi vezető. A szilárdtestfizika neves kutatója.

## Életpályája
1959-ben vették fel az Eötvös Loránd Tudományegyetem Természettudományi Karának fizikus szakára, ahol 1964-ben szerzett fizikus diplomát.
Diplomájának megszerzése után az MTA Központi Fizikai Kutatóintézete (KFKI) Szilárdtestfizikai Kutatóintézetének munkatársa lett. 1988-ban kutatóprofesszori rangot kapott. 1992-ben az ELTE Természettudományi Kara szilárdtestfizikai tanszékén, majd 1998-ban a komplex rendszerek fizikája tanszékén kapott egyetemi tanári kinevezést. 1999 és 2002 között Széchenyi professzori ösztöndíjjal kutatott.
Több neves külföldi kutatóintézetben volt vendégkutató: Landau Intézet (Moszkva, 1967–1968), Laue–Langevin Intézet (Grenoble, 1970–1971, 1985–1988). 1978 és 1980 között az Illinois-i Egyetemen, 1984 és 1985, valamint 1991 és 1992 között a Lausanne-i Egyetem vendégprofesszora volt.
1970-ben védte meg a fizikai tudományok kandidátusi, 1978-ban akadémiai doktori értekezését. 1987-ben választották a Magyar Tudományos Akadémia levelező, 1993-ban pedig rendes tagjává. Az MTA Szilárdtestfizikai, illetve Statisztikus Fizikai Bizottságának tagjává választották. 2007–2019 között és 2017-től (négy évre) az Eötvös Loránd Fizikai Társulat elnökévé választották.
1990-ben a Déli Evangélikus Egyházkerület felügyelőjévé választották, közben 1991 és 1994 között az evangélikus egyház zsinatának nemlelkészi alelnöke volt. 2003-ig töltötte be egyházkerületi felügyelői tisztségét.

## Munkássága
Fő kutatási területe a szilárdtestfizika, illetve az alacsony dimenziós és erősen korrelált mágneses és elektronrendszerek elsősorban elméleti vizsgálata.
Legfontosabb eredménye az úgynevezett renormálási csoport-módszer és skálázás újfajta megalapozásának sikere szilárdtestfizikai környezetben. Ezt a módszert alkalmazta alacsony dimenziós, illetve korrelált rendszerekre.
Több mint száz nemzetközi folyóiratban megjelent publikáció szerzője vagy társszerzője.

## Családja
Nős, házasságából három leánygyermeke született.

## Díjai, elismerései
- Bródy Imre-díj (1968)
- Állami Díj (1980) – Az elméleti szilárdtestfizika területén végzett kiemelkedő kutatásaiért. Megosztott díj Menyhárd Nórával és Zawadowski Alfréddal.
- Ipolyi Arnold-díj (2003)
- Széchenyi-díj (2011)
- Prima-díj (2023)
- Akadémiai Aranyérem (2025)

## Főbb publikációi
- Skálázás és multiplikatív renormálás alkalmazása a szilárdtestfizikában (1977)
- The Fermi Gas Model of One-dimensional Conductors (Advances in Physics, 1979)
- Egydimenziós rendszerek a szilárdtestfizikában (1988)
- Térelméleti és statisztikus fizikai módszerek az erősen korrelált elektronrendszerek vizsgálatában (1994)
- A modern szilárdtestfizika alapjai I–III. (ELTE Eötvös Kiadó, 2002-2003)
- Magyar fizikai helyesírási szótár (2018)
- Fizika Magyarországon 1945 és 1959 között (Typotex kiadó, 2023)